# Digonis cervinaria
Digonis cervinaria är en fjärilsart som beskrevs av Blanchard 1852. Digonis cervinaria ingår i släktet Digonis och familjen mätare. Inga underarter finns listade i Catalogue of Life.